# Samuel Azu Crabbe
Samuel Azu Crabbe (* 18. November 1918, James Town, Accra, Ghana; † 15. September 2005, Aburi, Ghana) war zwischen 1973 und 1977 der fünfte Chief Justice des unabhängigen Ghana. Er folgte E. A. L. Bannerman im Amt und wurde von Fred Kwasi Apaloo abgelöst.

## Karriere als Richter
Crabbe war Richter am High Court in Kenia, bevor er durch die Militärjunta des National Redemption Council (NRC) unter Führung von Ignatius Kutu Acheampong in das Amt des Chief Justice berufen wurde. Seine Amtszeit trat er im Jahr 1973 im Alter von 55 Jahren an. 
Nach dem Palastputsch gegen Acheampong durch Fred Akuffo wurde das NRC durch den Supreme Military Council (SMC) abgelöst. Dieser erließ das Judicial Service (Amendment) Degree (1977) (SMCD 101), mit dem Crabbe aus dem Amt des obersten Richters am 15. Juni 1977 im Alter von 59 Jahren entlassen wurde. Das Gesetz hatte einen Text, der lediglich auf Crabbe zugeschnitten war und wie folgt im Original lautete:
1. Notwithstanding any enactment to the contrary, Mr. Justice S. Azu Crabbe, Chief Justice of Ghana is herby retired as Chief Justice and shall cease to be a member of the Judicial Service of Ghana with the effect from 15th of June, 1977.
2. The said Mr. Justice S. Azu Crabbe shall notwithstanding that he has creased to be a member of the Judical Service, after the said date be allowed to enjoy all leave he had earned prior to that date, with full emoluments and benefits and he shall be eligible to all retiring benefits for which he would have been eligible as if he had retired voluntarily from Judical Service as Chief Justice on that said date.
deutsche Übersetzung:
1. Abweichend von jeder entgegenstehenden gesetzlichen Regelung, wird Richter S. Azu Crabbe, Chief Justice von Ghana, hiermit als Chief Justice in den Ruhestand gesetzt und scheidet als Mitglied der Justizdienstes Ghanas mit Wirkung zum 15. Juni 1977 aus.
2. Der genannte Richter S. Azu Crabbe bleibt ungeachtet seines Ausscheidens als Mitglied des Justizdienstes Ghanas, berechtigt, alle bis zu diesem Datum erworbenen Rechte in Anspruch zu nehmen, volle Dienstbezüge und Zuschüsse zu beanspruchen und erhält alle Pensionsansprüche zu deren Geltendmachung er bei einem freiwilligen Ausscheiden aus dem Justizdienst als Chief Justice ab diesem Datum berechtigt gewesen wäre.

## Sonderuntersuchungskommission
Crabbe wurde im Jahr 1982 Vorsitzender der Sonderuntersuchungskommission (Spezial Investigation Board (SIB)), die mit der Untersuchung der Ermordung von drei Richtern des High Court und einem führenden Militäroffizier betraut wurde. Am 30. Juni 1982 waren die später ermordeten Personen aus ihren Häusern entführt worden und blieben tagelang vermisst. Erst am 4. Juli 1982 wurden die Leichen der Vermissten aufgefunden. Unter dem Druck der Bevölkerung sowie internationaler Stellen setzte die damalige Militärregierung des Provisional National Defence Council (PNDC) unter Führung von Jerry Rawlings eine Untersuchungskommission unter der Leitung vom damaligen Staatssekretär für Inneres, Johnny Hanson, ein. Auf weiteren Druck der Bevölkerung musste die Regierung diese Untersuchungskommission jedoch neu besetzen, da verstärkt Stimmen laut wurden, die eine Beteiligung des PNDC vermuteten.
Unter der Leistung von Crabbe schloss das SIB die Untersuchungen ab und beschuldigte eine Gruppe von regierungsnahen Militärpersonen. Als Motiv für die Ermordung der Rawlingsgegner wurden Gerichtsurteile der Richter genannt, sowie die durch diese Richter veranlassten Freilassungen von Strafgefangenen des ersten Militärputsches unter Führung von Jerry Rawlings und der Armed Forces Revolutionary Council (AFRC) Regierung. 
Nach dem Abschluss der Untersuchungen wurde Crabbe besonders durch die Ghanaian Times beschuldigt die Untersuchungsergebnisse manipuliert zu haben. Letztlich wurde Crabbe durch den Leiter der Nationalen Sicherheitsbehörde beschuldigt für den amerikanischen Geheimdienst CIA tätig gewesen zu sein.

## Publikationen
- 1998: Law of Wills in Ghana, ISBN 9789988010089

## Familie, Tod
Crabbe starb im Jahr 2005 am 15. September in Aburi in Ghana. Er hinterließ seine Witwe und fünf gemeinsame Kinder.